# Anna Ustinova
Anna Nikolaevna Ustinova (in kazako Анна Николаевна Устинова?; Semej, 8 dicembre 1985) è un'ex altista kazaka.

## Palmarès
| Anno | Manifestazione             | Sede     | Evento        | Risultato | Prestazione | Note |
| ---- | -------------------------- | -------- | ------------- | --------- | ----------- | ---- |
| 2002 | Campionati asiatici U20    | Bangkok  | Salto in alto | Bronzo    | 1,76 m      |      |
| 2004 | Campionati asiatici U20    | Ipoh     | Salto in alto | Oro       | 1,84 m      |      |
| 2004 | Mondiali U20               | Grosseto | Salto in alto | 7ª        | 1,84 m      |      |
| 2005 | Universiadi                | Smirne   | Salto in alto | 7ª        | 1,80 m      |      |
| 2005 | Campionati asiatici        | Incheon  | Salto in alto | Bronzo    | 1,84 m      |      |
| 2005 | Giochi asiatici indoor     | Bangkok  | Salto in alto | Argento   | 1,84 m      |      |
| 2006 | Giochi asiatici            | Doha     | Salto in alto | 6ª        | 1,84 m      |      |
| 2007 | Universiadi                | Bangkok  | Salto in alto | Argento   | 1,90 m      |      |
| 2007 | Mondiali                   | Osaka    | Salto in alto | 20ª (q)   | 1,88 m      |      |
| 2007 | Campionati asiatici        | Amman    | Salto in alto | Bronzo    | 1,91 m      |      |
| 2007 | Giochi asiatici indoor     | Macao    | Salto in alto | Bronzo    | 1,88 m      |      |
| 2008 | Campionati asiatici indoor | Doha     | Salto in alto | Argento   | 1,91 m      |      |
| 2009 | Universiadi                | Belgrado | Salto in alto | 14ª (q)   | 1,80 m      |      |
| 2010 | Campionati asiatici indoor | Teheran  | Salto in alto | Argento   | 1,86 m      |      |
| 2010 | Mondiali indoor            | Doha     | Salto in alto | 20ª (q)   | 1,81 m      |      |
| 2010 | Giochi asiatici            | Canton   | Salto in alto | Bronzo    | 1,90 m      |      |
| 2011 | Campionati asiatici        | Kōbe     | Salto in alto | 4ª        | 1,85 m      |      |
| 2011 | Universiadi                | Shenzen  | Salto in alto | 10ª       | 1,84 m      |      |